# Municipio de Iron (condado de St. Francois)
El municipio de Iron (en inglés: Iron Township) es un municipio ubicado en el condado de Saint François en el estado estadounidense de Misuri. En el año 2010 tenía una población de 3257 habitantes y una densidad poblacional de 25,74 personas por km².

## Geografía
El municipio de Iron se encuentra ubicado en las coordenadas 37°42′37″N 90°35′56″O / 37.71028, -90.59889. Según la Oficina del Censo de los Estados Unidos, el municipio tiene una superficie total de 126.55 km², de la cual 124,84 km² corresponden a tierra firme y (1,35 %) 1,71 km² es agua.

## Demografía
Según el censo de 2010, había 3257 personas residiendo en el municipio de Iron. La densidad de población era de 25,74 hab./km². De los 3257 habitantes, el municipio de Iron estaba compuesto por el 97,48 % blancos, el 0,31 % eran afroamericanos, el 1,11 % eran amerindios, el 0,06 % eran asiáticos, el 0,09 % eran de otras razas y el 0,95 % eran de una mezcla de razas. Del total de la población el 1,04 % eran hispanos o latinos de cualquier raza.